# FN M12
Die FN M12 war ein Motorrad der belgischen Fabrique Nationale de Herstal, das von 1937 bis 1940 überwiegend für den Beiwagenbetrieb gebaut wurde. 1180 Exemplare wurden insgesamt gebaut, davon 1090 an das belgische Militär als schwere Beiwagenmaschine ausgeliefert.

## Technik und Verbreitung
Der seitengesteuerte Zweizylinder-Boxermotor der M12 hatte 992 cm³ Hubraum (Bohrung 90 mm, Hub 78 mm). Bei einem Verdichtungsverhältnis von 5 : 1 und mit einem 28-mm-Amal-Vergaser sowie Bosch-Batteriezündung wird die Leistung mit 22 PS bei 3000 min−1 angegebenen. Mittels Kardanwelle wurde die Kraft auf das Hinterrad übertragen. Die Höchstgeschwindigkeit der 240 kg schweren Maschine lag bei 100 km/h. Die Militärversion mit Beiwagen (M12a SM) hatte einen zuschaltbaren Beiwagenantrieb, ein Vierganggetriebe mit Rückwärtsgang und zusätzlichem Reduktionsgetriebe sowie separat zu betätigende Trommelbremsen mit 220 mm Durchmesser. Die FN M12a wurde im Juli 1938 ausgiebig bei einem Wettbewerb unter internationalen Militärmaschinen im belgischen Spa der Öffentlichkeit vorgeführt.

„Das FN-Gespann war allen Militär-Motorrädern mit Beiwagen haushoch überlegen.“

In folgende Länder wurde die Militärversion exportiert:  Iran (51 Exemplare), Griechenland (33), Argentinien (4), Schweiz (4), Rumänien (4), Litauen (3), Peru (1). Die deutsche Wehrmacht fuhr 1940, nach dem Westfeldzug, ebenfalls die erbeuteten belgischen FN M12a SM als Militärgespann, unterscheidbar vom Wehrmachtsgespann durch die andere Bauart der Trapezgabel. Ein Beutemotorrad gelangte zu Test- und Studienzwecken zu Zündapp; dadurch flossen Details der zu  dieser Zeit im Seitenwagenantrieb führenden belgischen Hersteller in die Zündapp-Konstruktion KS 750 Gespann ein. Der Motor der FN M12 wurde auch für das dreirädrige Tricar 12T-3 verwendet.